# Leon Coenen
Leon Coenen (Weerde, 15 april 1876 - Parijs, 19 november 1940) was een Belgisch senator en burgemeester.

## Levensloop
Coenen was de zoon van molenaar en burgemeester van Weerde Augustin Coenen (1846-1897) en van Catherine Vict. Scheirlinckx. Ook zijn grootvader en overgrootvader Coenen waren molenaar. Hij bleef vrijgezel.
Hij promoveerde tot doctor in de rechten en vestigde zich als advocaat in zijn geboortedorp. Later werd hij er notaris. Hij werd in 1901 tot gemeenteraadslid verkozen en vanaf 1902 was hij burgemeester.
Van 1903 tot 1932 was hij ook provincieraadslid voor Brabant.
In 1932 werd hij verkozen tot katholiek senator voor het arrondissement Brussel en bleef dit mandaat bekleden tot aan zijn dood. 
In 1934 werd hij lid van de algemene vergadering van de Katholieke Unie van België, als afgevaardigde van het arrondissementsverbond Brussel.